# Юдін Григорій Опанасович
Юдін Григорій Опанасович (1920, м. Новгород — Сіверський — 2005, м. Жуковський) — літакобудівник, доктор технічних наук, лауреат Ленінської премії.

## Життєпис
Народився у Новгороді-Сіверському 1920 року. 1938 року закінчив там середню школу, а 1944 року — Московський авіаційний інститут за спеціальністю «літакобудування».
З 1944 року і кінця своїх днів працював у Центральному аерогідродинамічному інституті імені М.Жуковського на посадах інженера, начальника наукового відділу, головного наукового співробітника. У 1970 році захистив наукову дисертацію з проблем аеродинаміки та процесів теплообміну літальних апаратів. Написав 80 праць з аеродинаміки літаків. Має 12 авторських свідоцтв.
Помер 2005 року у місті Жуковський Московської області (Російська Федерація).

## Нагороди
Лауреат Ленінської премії 1974 року за внесок у розробку військово-транспортного літака Ан-22 «Антей».
Нагороджений орденами Трудового Червоного Прапора, «Знак Пошани».